# My Land
Pour plus de détails, voir Fiche technique et Distribution.
My Land est un documentaire franco-marocain réalisé par Nabil Ayouch et sorti en 2012.

## Synopsis
Des vieux réfugiés palestiniens qui ont quitté leur terre en 1948 témoignent de ce qui a été leur existence depuis 60 ans : leurs propos sont écoutés par des jeunes Israéliens.

## Fiche technique
- Titre : My Land
- Réalisation : Nabil Ayouch
- Scénario : Nabil Ayouch
- Photographie : Wadji Elian et Daniel Gal
- Production : Ali n' Productions - French connection Films - Les Films du Nouveau Monde
- Distribution : Les Films de l'Atalante
- Pays d'origine :  Maroc -  France
- Genre : documentaire
- Durée : 82 minutes
- Date de sortie : France - 8 février 2012

## Distinctions
- Prix du meilleur film documentaire au Ramdam Festival 2013[1]